# 紫阳书院 (安徽省)
紫阳书院是一所著名书院，以祭祀朱熹，宣扬朱熹理学为主旨。徽州紫阳书院是最早的一所，创建于南宋淳祐六年（1246年）。最初在南门外紫阳山。明初在歙县县学旁重建。正德十四年（1519年）又重建紫阳山书院，此后歙县同时并存两个紫阳书院。清康熙、乾隆帝分别御题“学达性天”、“道脉薪传”匾额。姚鼐曾前来讲学。乾隆五十五年(1790年)，曹文埴、鲍志道等于县学后朱文公祠建“古紫阳书院”。太平天国战争期间，紫阳书院毁于兵火，战后重修。1907年以后改办学堂。现存朱子殿、下马碑、泮水桥、文公泉。今安徽省歙县中学后门有“古紫阳书院”碑坊。
2008年，紫阳书院列为黄山市文物保护单位。